# Niederhofheim
Niederhofheim ist ein Ortsteil von Liederbach am Taunus im südhessischen Main-Taunus-Kreis.

## Geschichte

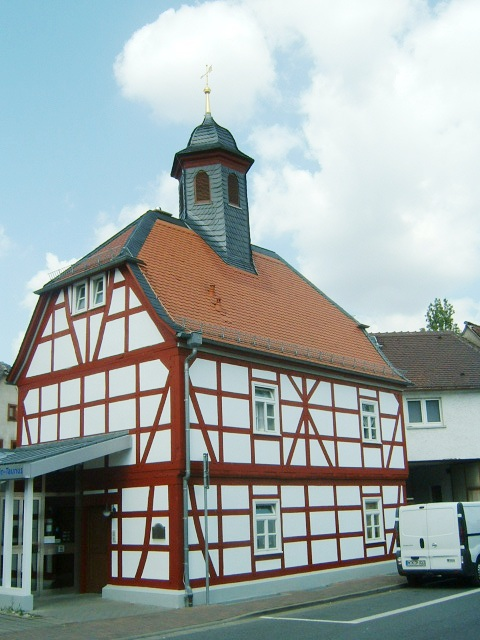
Rathaus von 1717 in Niederhofheim

Die älteste erhalten gebliebene urkundliche Erwähnung als Niderenhoven bezieht sich auf die Zeit um 1272. Niederhofheim war als reichsritterschaftliches Territorium einem häufigen Herrschaftswechsel unterworfen. 1633 erwarb Philipp Heinrich von Wachenheim, nassauischer Oberamtmann zu Usingen, den Ort als Erblehen. Zu seinem Andenken nahm die Gemeinde Niederhofheim 1967 die drei Vögel aus seinem Familienwappen in ihr Wappen auf. Die Grabplatte von Philipp Heinrichs Ehefrau Rosina von Wachenheim geb. von Thüngen († 1623) befindet sich eingemauert an der Laurentiuskirche Usingen. 1708 kaufte Lothar Johann Karl Freiherr von Bettendorf gegen die stolze Summe von 15.000 Reichstalern den Ort Niederhofheim von Nassau-Weilburg.
1803 ging Niederhofheim an Nassau-Usingen und gehörte zur Zeit des Herzogtums Nassau zum Amt Höchst.
1938 wird der Niederhofheimer Gemeindewald in die Gemarkung von Hofheim am Taunus abgegeben.
Anlässlich der Gebietsreform in Hessen haben sich Niederhofheim und Oberliederbach am 31. Dezember 1971 freiwillig zur Gemeinde Liederbach zusammengeschlossen.

## Religion

### Christliche Gemeinden
Niederhofheim war nach Oberliederbach eingepfarrt, das zur Landgrafschaft Hessen gehörte. Als diese 1530 das lutherische Bekenntnis angenommen hatte, setzte sich nach und nach auf Druck der Landgrafschaft die Reformation auch bei der Bevölkerung Niederhofheims durch. 

### Jüdische Gemeinde
Während in der Folgezeit viele umliegende Landesfürsten durch Gesetze den Zuzug von Juden zu verhindern suchten, bildete sich in der reichsritterschaftlichen Gemeinde Niederhofheim bald eine stattliche jüdische Gemeinde von etwa 50 Familien. Mitte des 18. Jahrhunderts wurde eine Synagoge errichtet, die nach Auflösung der Gemeinde im Jahr 1908 geschlossen und nach Ende des Ersten Weltkriegs verkauft wurde. Die Reichspogromnacht 1938 überstand sie unbehelligt, wurde aber 1962/63 abgerissen. Der jüdische Friedhof in Niederhofheim wurde Ende des 17. Jahrhunderts errichtet.

## Wappen
Am 30. März 1967 wurde der Gemeinde Niederhofheim ein Wappen mit folgender Blasonierung verliehen: In Blau ein goldener Balken und drei goldene, rotbewehrte Vögel (Wachteln) in der Stellung 2:1. Die drei Vögel stammen aus dem Familienwappen der Herren von Wachenheim und sollen eigentlich Schwarzdrosseln (Amseln) sein. Sie werden auch bei dem Adelsgeschlecht sowie im Ortswappen ihres Herkunftsortes Wachenheim an der Pfrimm öfter als Wachteln missgedeutet bzw. dargestellt, da man glaubte daraus die Sprachwurzel des Namens Wachenheim (Wachtelheim) ableiten zu können.

## Kultur und Sehenswürdigkeiten
Der Dorfkern von Niederhofheim ist als Gesamtanlage unter Denkmalschutz gestellt. Er besteht aus einer geschlossenen Bebauung mit mitteldeutschen Hofreiten. Die Straßenansicht in den Straßen Alt Niederhofheim und Haingraben zeigt dicht gereihte, meist giebelständige Wohnhäuser und viele erhalten gebliebene überdachte Toranlagen. Im Norden grenzt der offene Lauf des Liederbachs das Denkmalensemble ab und bietet hier, ebenso wie teilweise am Haingraben, einen Eindruck von der rückwärtigen Begrenzung des Dorfkerns mit Scheunenkranz und Hausgärten. 
Das alte Rathaus von 1714 bis 1717 setzt im Zentrum der Gesamtanlage einen besonderen Akzent. Es wurde als zweigeschossiger Fachwerkbau mit Krüppelwalmdach und barockem Haubendachreiter errichtet. 

## Persönlichkeiten
- Conrad Schroth (1815–1898), Gast- und Landwirt; Mitglied der Mitglied der Zweiten Kammer der Landstände des Herzogtums Nassau
- Jakob Dahl (1866–?), Landwirt und Mitglied des Provinziallandtags der Provinz Hessen-Nassau

## Verkehr
Niederhofheim liegt zwischen der Bundesstraße 8 und der Bundesstraße 519 und wird von der Landesstraße L 3016, der Höchster Straße, erschlossen. 